# مرسی (ترانه)
«به من رحم کن» (به انگلیسی: Mercy) تک‌آهنگی توسط خواننده و ترانه‌سرای کانادایی شان مندز برای دومین آلبوم استودیویی او ایلومینیت است که در ۱۸ اکتبر ۲۰۱۶ منتشر شد. مندز این آهنگ را با همکاری السی جوبر، دنی پارکر و تدی گایگر نوشته است و مورد آخر (تدی گایکر)، به همراه جیک گاسلینگ تولید آهنگ را برعهده داشتند.
Mercy در این اهنگ به معنی رحم کردن است.